# Liste der Naturdenkmale in Rheinbreitbach
Die Liste der Naturdenkmale in Rheinbreitbach nennt die im Gebiet der Ortsgemeinde Rheinbreitbach ausgewiesenen Naturdenkmale (Stand 14. Oktober 2013).

## Naturdenkmale
| Nr.         | Bezeichnung            | Lage                       | Beschreibung                               | Bild            |
| ----------- | ---------------------- | -------------------------- | ------------------------------------------ | --------------- |
| ND-7138-451 | Roteiche und Blutbuche | Im Sand, hinter Nr. 5 Lage | Quercus rubra, Fagus sylvatica f. purpurea | Fotos hochladen |